# Bill Oakley
Bill Oakley (født 27. februar 1966) er en amerikansk manuskriptforfatter, som er bedst kendt på sit arbejde på serien The Simpsons. Sammen med sin skrivemakker Josh Weinstein var producent og showrunner i den syvende og ottende sæson.